# Red Mitchell
Keith Moore "Red" Mitchell (født 20. september 1927 i New York City, død 8. november 1992 i Salem Oregon) var en amerikansk jazzkontrabassist, Komponist, digter og lyriker.
Mitchell kom frem med bl.a. Woody Herman og Gerry Mulligan, og senere med westcoast-musikere først i 1950´erne, såsom Shelly Manne, André Previn, Billie Holiday, Zoot Zims og Ornette Coleman.
Han havde sammen med Harold Land en kvintet først i 1960´erne. 
Mitchell begyndte i 1966 at stemme sin bas i kvint intervaller, som en cello og violin. Dette åbnede op for bassens muligheder og inspirerede andre bassister som f.eks. Glen Moore.
Han flyttede i 1968 til Stockholm, hvor han spillede med et hav af gæstende og lokale musikere såsom Clark Terry, Ben Webster, Lee Konitz, Kenny Barron, Hank Jones, Warne Marsh og Putte Wickman.
Mitchell flyttede i tilbage til USA i 1992, hvor han døde kort efter.